# Коструп, Виллиам
Виллиам Элгор Коструп (дат. William Elgaard Kaastrup; род. 21 марта 2004, Видбек, Копенгаген) — датский футболист, защитник клуба «Раннерс».

## Клубная карьера
Кааструп — воспитанник клубов «Рудерсдаль», «Копенгаген» и «Раннерс». 23 апреля 2023 года в матче против «Брондбю» он дебютировал датской Суперлиге в составе последних.
31 января 2024 года на правах аренды перешёл в шведский «Вестерос».